# Gåstjärnarna (Åre socken, Jämtland, 705652-133463)
Gåstjärnarna är en sjö i Åre kommun i Jämtland och ingår i Indalsälvens huvudavrinningsområde.